# Вівця Доллі

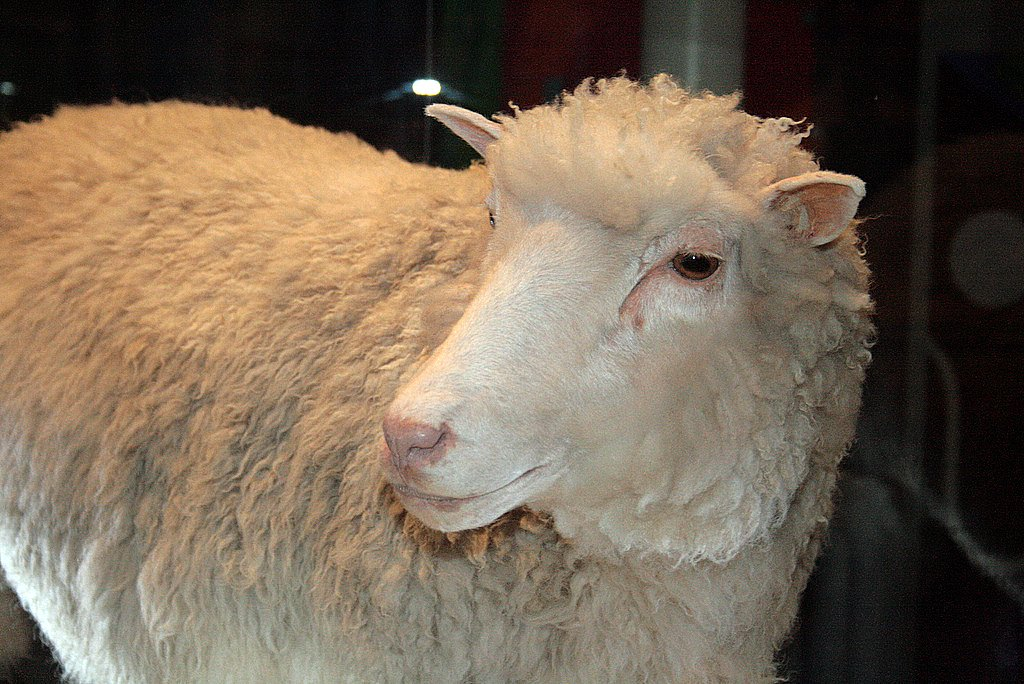
Вівця Доллі

Вівця́ До́ллі (англ. Dolly) — самиця вівці, перша успішно клонована тварина з клітини іншого дорослого організму.
Експеримент проводився у Великій Британії, у місті Мітлодіан, Шотландія. Тут вона народилася 5 липня 1996 року, преса ж повідомила про це лише через 7 місяців — 22 лютого 1997 року. Проживши 6 років, вона померла 14 лютого 2003 року.

## Походження імені
Спочатку вівці було присвоєно ідентифікаційний код 6LL3. Ім'я Доллі вона отримала згодом, на честь американської кантрі-співачки Доллі Партон за пропозицією одного із пастухів, який допомагав при окоті вівці. Своєю появою вона завдячує технології пересадки ядер соматичних клітин.

## Клонування
До клонування Доллі уже були перші спроби склонувати організми, зокрема були клоновані вівці Меган і Мораг тією ж групою вчених. Стаття з описом дослідження була опублікована у журналі Nature 1997 року.
В процесі створення Доллі в 277 яйцеклітин було вселено ядра із нестатевих клітин, після чого було утворено 29 ембріонів, із яких вижила лише Доллі.

## Смерть

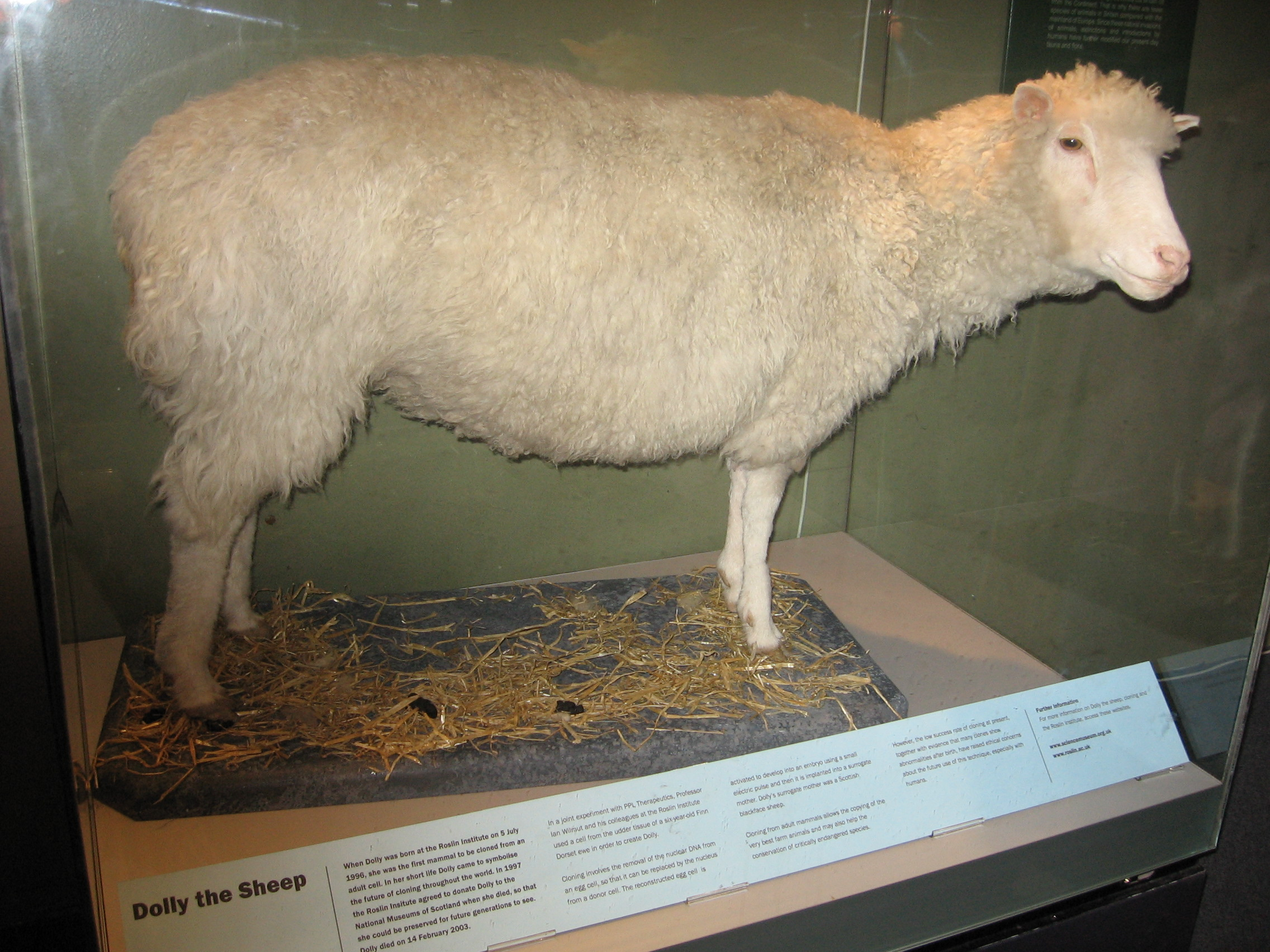
Експонат у Шотландському Королівському Музеї

Доллі померла 14 лютого 2003 року від прогресуючого захворювання легень, що очевидно було спричинено ретровірусом. Такі захворювання переважно проявляються лише у літніх (пристарілих) овець (середня тривалість їх життя становить 10-12 років). Проте немає доказів того, що причиною захворювання стало передчасне старіння: в овець, які постійно перебувають у закритому приміщенні, ризик цього захворювання зростає, а Доллі якраз задля безпеки перебувала у приміщенні і рідко виходила випасатися з іншими вівцями.
9 квітня 2003 року муміфіковані рештки вівці було передано до Единбурзького музею.